# Geomyza adusta
Geomyza adusta är en tvåvingeart som först beskrevs av Friedrich Hermann Loew 1873.  Geomyza adusta ingår i släktet Geomyza och familjen gräsflugor.
Artens utbredningsområde är Tyskland. Inga underarter finns listade i Catalogue of Life.